# Seiobo est descendue sur terre
Seiobo est descendue sur terre (Seiobo járt odalent), publié en 2008, est un roman de l'écrivain hongrois László Krasznahorkai.

## Composition
Le "roman" se compose de dix-sept textes indépendants, sur la même thématique d'une recherche d'expérience esthétique contemporaine (début du XXIe siècle), à partir d'une œuvre d'art non contemporaine (antérieure au XXe siècle) réputée : émotion, enthousiasme, émerveillement, extase, miracle, numineux, sidération, sublime, terreur, transe...
L'action de (presque) chacun de ces textes se déroule dans un lieu différent (église, temple, sanctuaire, scène de théâtre, musée, ville, résidence, atelier), dans une capitale culturelle différente (Kyoto, Athènes, Florence, Pérouse, Venise, Paris, Grenade, ou dans une petite ville), toujours en relation avec une histoire experte de l'objet artistique, par ou pour un personnage en lien avec l'actualité (2000-2007).
Ainsi telle cérémonie bouddhiste est supposée s'exécuter en l'année 2550 du calendrier bouddhiste ou calendrier thaïlandais, soit en 2007 du calendrier courant chrétien, dit grégorien.
Ainsi encore telle déclaration supposée du pape Benoît XVI : L'enfer existe vraiment  ou la mention du Shinkansen.
Le numéro d'ordre  des chapitres respecte la suite de Fibonacci.
Chaque texte se compose d'un petit nombre de paragraphes constitués d'une seule phrase sur une à dix pages, pour une forme de lecture aisée, consciente et concentrée.
Seiobo serait un avatar de la divinité taoïste Xiwangmu, Reine-mère d'Occident, venue sur Terre visiter le roi Mu de Chu et lui offrir des graines de la plante immortelle. Elle devient réelle uniquement dans sa représentation sur scène, entre le lever et le baisser du rideau, sous le masque et dans le costume de l'acteur de nô.

## Résumés

### 1:Le chasseur de la Kamo
En plein centre de Kyoto, la Ville Éternelle de la Bienséance, la Cité Éternelle des Allusions, sur les berges de la Kamo-gawa, passent des voitures, des autobus, des bicyclettes, des piétons.
Au milieu des eaux profondes de la rivière Kamo, parmi les îlots de hautes herbes,  entre vaguelettes et gouttelettes de lumière, vivent des poissons, des grenouilles, des insectes, de petits reptiles.
L'Ooshirosagi est l'insoutenable beauté : un oiseau pêchant dans l'eau, mobile et immobile, l'art de la concentration immuable. 
Le grand héron blanc (ou Grande Aigrette ou Aigrette garzette ou Aigrette de Chine ou Grue du Japon ou toute autre variété d'échassier blanc) marque l'éternelle famine, la chasse sans fin, la chasse universelle inépuisable. 
Son seul ennemi naturel, l'homme, cet être exilé dans le quotidien enchanteur du Mal et de la Paresse, l'ignore (p. 12).

### 2:La reine bannie
À Suse, le Grand Roi perse achéménide "Assuérus", sans doute Xerxès Ier fait organiser un banquet masculin de sept jours, et exige que son épouse, la plus éblouissante des créatures, Vashti. La resplendissante gourgandine refuse de s'exhiber parée de sa seule couronne, est aussitôt répudiée, bannie, puis étouffée dans, la cendre par Mardochée, selon le Livre d'Esther de la Bible hébraïque.
Peu importe l'historicité des personnages, et si Vashti a réagi par vanité, orgueil, pudeur, ou pour cacher une maladie visible.
Le 11 août 1470, pour un mariage, un vieux Juif passe commande à l'atelier de Fra Filippo Lippi une représentation de la totalité de l'histoire d'Esther : Scènes de l'histoire d'Esther, dont les parties sont actuellement en différents musées du monde.
Le panneau de La Derelitta (L'Abandonnée) a pu être peint par Filippino Lippi ou Sandro Botticelli : une splendeur.

### 3:La conversation du Bouddha
Dans la ville industrielle Inazawa, un monastère zen Rinzai est boudé des touristes.
La statue en bois du Bouddha Amida, 1m37, de 1367, nécessite une importante restauration. Mais quel rituel secret d'enlèvement observer, portes fermées, et résidents relégués au réfectoire ? Et comment répéter en secret cette cérémonie oubliée (hakken-kuyo), alors qu'on retire du temple la (représentation de la) divinité.
Maître (Seichi) Fujimori, chef de l'atelier de restauration "Bujutsu-In", seul autorisé par l'"Office du Patrimoine Culturel", établit avec l'équipe un rapport de réception, une expertise collective des dégâts et des opérations à effectuer, un devis, un Dossier bleu. Après fumigation contre les xylophages secs, s'engage le précis, laborieux et lent travail, de démantèlement, de traitement expert, dans le silence absolu, avec des tensions très fortes. Shunzo Koinomi est chargé de faire revenir le regard d'Amida.
Quand il est établi que les yeux sont à leur terme, plus d'un an plus tard, le responsable du temple se charge de mettre au point, avec souci du perfectionnisme, la cérémonie publique de la Fête du Retour du Bouddha (Shiki-Kaigen): redécouverte des rituels, apprentissages de dharanis et de sutras en sanscrit déformé (et dont le sens est inconnu des moines), répétitions, inquiétudes, incertitudes, perplexités...  À un moment, après de longues heures, il se passe quelque chose dans la salle, quelque chose de difficile à exprimer en mots, mais que chacun ressent, un léger poids au creux de l'âme, une forme de ferveur sublimée, qui imprègne l'atmosphère, "comme si quelqu'un était là" (p. 92). Pour tous, ce lieu est, a été sanctifié par la sérénité d'une paix indicible.
Longtemps après, quand tout est apaisé dans le zendō, le supérieur du zengen-ji, au lieu d'aller se reposer, s'assied sur l'escalier en pierre du zendo, s'abîme dans l'observation des pérégrinations d'une minuscule fourmi, au creux d'une fissure, pour toujours.

### 5:Cristo Moro
À Venise, en avril, un après-midi, dans le quartier de San Polo, un unique touriste trouble la quiétude de la sieste des résidents des ruelles, puis s'avoue sa peur d'être suivi, traqué par un être étrange (grand échalas à chemise rose clair et démarche en canard), grotesque, rocambolesque, cauchemardesque. Il parvient à la Scuola Grande de San Rocco (de Bartolomeo Bon, Sante Lombardo (it), Antonio Scarpagnino), la plus parfaite et la plus sublime concrétisation de l'idéal architectonique (p. 106).
Après un passage rapide par la grande pièce trop sombre du rez-de-chaussée (pour qu'on puisse admirer les peintures), il gagne l'étage, où, après la salle suffocante de magnificence des Tintoretto, il redécouvre difficilement le petit tableau qu'il a découvert onze ans plus tôt, Cristo Moro nel sepolcro, attribuable au Titien, à Giorgione, à Giovanni Bellini ou à son atelier... Sa restauration par Egidio Arlango (stabiliser l'œuvre et stopper [sa] dégradation, et surtout le laisser travailler sans le déranger) montre que la peinture a déjà été reprise un demi-siècle plus tôt, ou plutôt dénaturée, faussée, et que le collaborateur principal de Bellini serait son fidèle assistant, Victor Bellinas, reprenant un tableau incachevé du maître.
Cette fois encore, le souffle coupé, il est pris de fascination, de vertige, de panique, d'hallucination : les deux yeux clos du christ s'ouvrent dans un chagrin sans fondement, un chagrin pour rien, pour tout (p. 133). Le Christ était vraiment là, mais plus personne n'avait besoin de lui, son temps était révolu, et il faisait maintenant ses adieux...

### 8:En haut de l'Acropole
À Athènes, en plein été, arnaqué par un taxi, largué à un carrefour, ce touriste hongrois veut au moins voir l'Acropole. Stressé, il est recueilli quelques instants par un groupe de jeunes désœuvrés qui le lui déconseillent. Il part pourtant, traverse Pláka, monte à l'Acropole, dans la chaleur, la lumière, la solitude, l'impréparation. Un tel désastre...

### 13:Il se lève à l'aube
Kyoto, dans une grande maison, et le silence total, seul, Ryosuke Ito, maître artisan spécialisé dans la fabrication des masques nô pour l'école Kanze, travaille un morceau d'hinoki. Il s'inspire de son expérience de la pièce Aoi no Ue et d'un masque hannya de son maître Yasuemon Hori. En deux mois, à temps plein, il réalise un tel masque. Toutes les étapes sont décrites. C'est seulement la tête vide, comme hébété, qu'il parvient, sans hasard, sans modèle strict, à l'expérience, au jugé, au test des miroirs, malgré tous les ratés possibles, à créer enfin quelque chose de sacré.

### 21:Naissance d'un assassin
Un Hongrois habitué des chantiers de construction, spécialiste en détestation, décide d'aller voir ailleurs. Arrivé en avion à Barcelone, un samedi matin, il poursuit son exercice d'exécration, particulièrement quand il est acculé (par la foule de touristes admiratifs) à pénétrer dans la Pedrera (Carrière) de la Casa Milà d'Antoni Gaudí, célèbren répugnante. Il se risque, malgré lui, à monter huit marches et se retrouve dans une exposition d'icônes religieuses russes, chrétiennes orthodoxes, anciennes, sur bois, avec fond d'or, d'influence byzantine.
Il passe vite dans les deux salles, écoute les explications d'un gardien, caché, uniquement russophone, sur un chef-d'œuvre d'Andreï Roublev, trop fragile, non restaurable, mais dont est ici exposée une copie, même pas celle de Dionisy : l’Icône de la Trinité, montrant les trois anges sous le Chêne de Mamré, juste avant d'être accueillis et restaurés par Abraham. Et en sortant, à la vue de l'icône, protégée par aucun gardien, il est terrassé, halluciné : les trois anges sont réels. Il comprend la prière intérieure muette des moines.
Le lendemain, il achète un couteau à longue lame.

### 34:La vie et l'œuvre du maître Kazuyuki Inoue
J'ai ôté ma couronne, j'ai revêtu une forme terrestre et, sans dissimuler les traits de mon visage, je suis descendue parmi eux, ainsi pourrait s'exprimer Seiobos, venue rendre visite au Prince Chu, roi de Mu, et lui offrir des graines de la plante immortelle. Cette descente existe le temps d'une pièce de nô, au Kanze Kaikan, à Kyoto, dès que le rideau (agemaku) se lève.
Le sensei (maître) Kazuyuki Inoue, acteur de nô, admirateur du 56ème sensei Rokuro Umekawa, passe sa vie entre Kyoto et Tokyo, à répéter, interpréter, enseigner, vivant modestement en famille, sans aucune improvisation, avec une énorme mémoire (de sa propre enfance comme des histoires nô), mais aussi une tension artérielle très élevée. Perdre la foi en Dieu peut être bénéfique : la prière n'en est que plus intense. Tout ce que tu nommes terrestre et transcendental ne font qu'un, : l'espoir et le miracle n'ont aucune place.
Lorsque l'agemaku retombe derrière lui, marquant la fin de la représentation, il éprouve toujours le désir de prolonger ce calme et cet infini bonheur, et de dissimuler l'infinie fatigue qu'il ressent en même temps (p. 222). Mais c'est impossible (après la représentation-performance) de trouver la tranquillité sauf les quelques instants (avant la représentation-cérémonie), aux toilettes, avant que le rideau se lève et que Seiobo apparaisse vraiment.

### 55:Il retorno a Perugia
Le Pérugin (1448-1523) décide de quitter le quartier de Borgo Pinti à Florence et de rapatrier son atelier dans la ville de Pérouge, un peu avant 1500. Ses assistants, de l'École ombrienne, Giovanni di Pietro (1450-1528), Aulista, Francesco, Trasimeno, s'interrogent sur les absences du maître, sa perte d'intérêt pour la peinture, son éventuelle perte de talent, mais surtout la désorganisation de l'atelier et des réalisations, le gâchis des matériaux (pigments, etc), les motivations de cette fin d'errance.
Une grande partie raconte le long et pénible voyage des assistants et des matériaux, sans le peintre.
Puis, tout se remet en place : génie du maître, et travail des assistants et apprentis (Bartolomeo, Domenico, Francesco, Giannicola di Paolo, Raffaello et tous les autres). Et un tableau, déjà préparé à Florence (bois, apprêts, encollage, traitement des pigments, couleurs) est repris à Pérouge... pour devenir ce qui est le Retable Tezi.

### 89:Vaguement autorisé à voir
L'Alhambra de Grenade (Andalousie, Espagne), reste une énigme historique et esthétique, pour un touriste même très informé. On connaît à peu près l'état du bâti de 1391 : tout le reste est spéculation (origines, construction, fonctionnement. 
L'unique certitude est que des architectes maçons ont construit un éblouissement inconcevable.
Les ornements, les inscriptions sur les carreaux de faïence, marquent les infinitudes d'une langue.
Le girih (en), motif de base, d'origine persane et/ou berbère, permet, à partir de cinq formes de base de tesselles de réaliser des zelliges pour toutes les figures géométriques de l'art islamique.
Ils sont également à l'origine des principes vers 1970 du pavage de Penrose, qui permettent ensuite en 1984 de concevoir un modèle de structure des quasi-cristaux (Peter Lu, Paul Steinhardt, tous deux cités)...
Notre non-savoir sur l'Alhambra : l'infini peut exister à l'intérieur d'un espace fini (p. 314).

### 144:Un feu brûlant au dehors
En Roumanie, à l'unique lac volcanique du pays, le Lac Sfânta Ana (en), est organisé cet été-là un camp de travail pour douze grands artistes contemporains, venus de Bucarest et de Hongrie. Ils peuvent ainsi travailler dans le plus grand silence et participer à des loisirs simples, dont la baignade dans ce lac aux eaux jamais gelées.
Un seul, Ion Grigorescu, tard venu, sans doute à pied, ne participe à rien, ne fait rien. On se rend compte que chaque petit matin il s'absente. Au son, ils le trouvent creusant une immense fosse, depuis dix jours, exhumant un cheval sculpté, grandeur nature, animal terrorisé courant sous la terre, cherchant à s'extraire du sol... Il y en a beaucoup d'autres.
En fin de camp, il fait arrêter le bus dans la descente, et disparaît.

### 233:Là où tu regardes
Le Musée du Louvre à Paris recèle des trésors, dont l'unique Vénus de Milo. Elle l'est davantage pour M. Chaivagne, son gardien de salle attitré, sans doute depuis trente-deux ans, huit heures par jour. Il sait tout de son passé, que c'est une copie romaine d'un original perdu de Praxitèle, sans doute. Il pourrait, auprès des nouveaux collègues moins expérimentés, tenir des conférences aussi bien en sociologie des visiteurs, typologie des incidents et méthodologie des interventions.
Il s'est entre eux créé une sorte de symbiose particulière, une relation extraordinaire, un étrange culte de cet admirateur pour la plénitude incarnée, la chose la plus éblouissante qu'il ait jamais vue et ne verrait jamais. Il peut juste se taire et sourire, d’un petit sourire indélébile. La seule chose que je ressens, et ce sentiment est peut-être une forme de douleur, c'est que cette Aphrodite est d'une envoûtante, d'une captivante, d'une indicible beauté (p. 337.
La fissure au dos de la statue prouve sa force de rébellion. C'est simplement le spectacle d'un dieu qui a perdu son royaume, un dieu puissant, tout-puissant — qui n'a plus rien (p. 341).

### 377:Passion personnelle
Un architecte de la capitale, de 61 ans, bedonnant en bretelles, dont aucun projet n'a jamais été réalisé, l’incarnation du fiasco architectural total tient, devant un public clairsemé, vieillissant et vite incrédule, une conférence publique de vulgarisation scientifique [:] vous allez entendre, à travers une analyse de l'essence de la musique, une analyse de l'essence de l'art (p. 345). Plus exactement de l'art sacré des années 1600-1750 (Un Siècle demi de Paradis), ce point culminant au-delà duquel il n'y a rien, si ce n'est une triste descente (p. 347), dont l’agréable divertissement de Mozart, sans parler de Beethoven ou Wagner.
L’architecture mélodique de la musique baroque lui a été révélée à l'écoute d'une aria d'un oratorio d'Antonio Caldara : Bach, Monteverdi, Purcell, Haendel, ,Vivaldi, Zelenka, Gesualdo, Conti, Buxtehude, Schütz, Böhm, Charpentier, Rameau, Fux, Porpora, Paisiello, Reincken... Quand on entend ces incompréhensibles génies de l'accomplissement musical, on sort effondré, anéanti. Sauf s'ils sont interprétés par des massacreurs du baroque.
Cette beauté terrifiante, c'est une forme de triomphe, d'allégresse, d'exaltation ou de joie, chaque note parle de douleur, de la douleur qui le sépare, lui, Jean-Sébastien Bach, de la perfection, de Dieu et du divin (p. 359), un souvenir disloqué dont l'univers a disparu (p. 344).

### 610:Une simple bande sèche étirée dans le bleu
Le grand peintre Oswald Kienzl trépigne dans la file d'attente pour un ticket de train de Genève à Lausanne, ce 17 novembre 1909. Il a le deuil féroce d'Augustine Dupin, sa vieille amante, l'ancien modèle, la mère de leur enfant, du temps où il était le vagabond grossier et dégénéré de Berne.
Désormais honorable et richissime artiste, peintre paysagiste, il a passé la nuit au chevet de la mourante, cette misérable paria. Il a ôté la couverture et la vue du corps a brisé sa pensée. Son actuelle amie, cette femme sublimement belle, monstrueusement  séduisante, follement sensuelle, cette femme parfaite (p. 368), Valentine, va aussi mourir. Et il cherche comment s'approcher de l'ultime, de la grandiose fin cosmique, de l'insaisissable Grand Espace qui englobe le tout. 
Oublier sa vie sordide, peindre et se taire, puisque personne ne le comprend... 
Seulement une dizaine de couches de peinture superposées, à partir de Vevey.

### 987:La reconstruction du sanctuaire d'Ise
Kunio Kohori quitte ses fonctions au département des Relations publiques du Jungu Schicho, à Ise, refuse de répondre aux sollicitations officieuses d'un novice en architecture européen et de Akio Kawamoto, un designer en textile nô japonais d'assister à la cérémonie du Misoma-Hajime-sai lors de la 62e reconstruction du Sanctuaire d'Ise et aux autres rituels (p. 378).
La 61e reconstruction, vingt ans plus tôt, avait été partiellement ouverte à des journalistes et un film documentaire avait "révélé" ce qui était autorisé à l'être. 
L'Européen de 2007 refuse de se contenter du tour des monuments historiques de l'ancienne Kyoto, et impose à son ami de Kyoto de déposer une requête officielle auprès du Junchu Schicho. Celle-ci ouvre autorisation à assister dans la forêt d'Akasawa à la cérémonie de demande de pardon aux arbres, comme invités non privilégiés, sous l'égide de M. Miwa. Vu le mécontentement de l'Européen après ce rituel incompréhensible, une seconde requête est déposée pour entretien avec les charpentiers ayant participé à la cérémonie. M. Lida les reçoit tous deux à l'atelier de menuiserie de Naikū, de manière trop générale et grandiloquente, jusqu'à l'arrivée du maître d'œuvre, l'homme le plus sacré de Shikinen Sengû.
Le "toryô" fournit à profusion les bonnes informations techniques sur l'architecture shinto et particulièrement les techniques utilisées pour la reconstruction à l'identique de ces temples, dont le travail sans instruments précis. Tout est assemblé dans l'atelier, à l'essai, avant désassemblage et remontage par les divinités sur le site selon les rituels religieux.
M. Lida, également ravi par ce qu'il apprend, présente ses excuses aux deux hommes pour tous les problèmes rencontrés. Kawamoto, en plein malaise, emmène ce soir-là son ami au sommet du Daimon-ji, pour qu'il découvre le meilleur panorama nocturne de Kyoto. Le spectacle est admirable pour le seul occidental.

### 1597:Zeami s'en va
En 1434, Zeami, né Yusaki Saburo Motokiyo, maître acteur, pas du Sarugaku mais inventeur du théâtre nô, pour avoir déplu au shogun de Kyoto, est exilé sur l'île "maudite" de Sado, à 72 ans, vieil homme blessé, anéanti.
Après un voyage éprouvant en bateau, sa première installation, en cellule, au sanctuaire Manpuku-ji, se déroule bien, dans la nostalgie de Kyoto : un jardin, un pin cramponné à une falaise, il se sent, comme sorti de l'espace temporel, ne vivre qu'un seul jour, un seul matin, un seul soir, ne faisant rien. Puis il se met à sculpter sur bois d'hinoki un masque, non pas nô mais bugaku, faiseur de pluie (o-beshimi).
Transféré à sa demande au sanctuaire Shoho-ji, également dans une cellule minimaliste, il s'intéresse à un rocher. Les gens qui ne le connaissent pas lui trouvent un très beau visage de jeune homme, comme le héraut d'un monde très lointain. Il est autorisé à circuler sous escorte dans l'île, ne parvient pas à entendre chanter le coucou, l'oiseau du temps.
Il obtient du mauvais papier pour la rédaction de notes, puis une réunion thématique de ses écrits, puis l'écriture de l'histoire de son exil, dans le plaisir rythmique des mots : Kintosho signé du nom du novice Zempô.

### 2584:Ils hurlent sous la terre
Les bords du Fleuve Jaune (Huang He) sont bordés de falaises où ont été creusés de nombreux tombeaux, de la Dynastie Shang, voilà plus de trois mille ans. Longtemps après que ceux-ci se sont effondrés, restent ensevelis des statues mortuaires et autres objets en bronze, disloqués, morcelés, rongés par les acides. Et ces immenses bouches grandes ouvertes et ces yeux exorbités voilés de cataracte, d'une effroyable beauté disent la terreur de ce qui tous nous engloutira un jour, nous aussi.

## Accueil
Un lectorat francophone s'enthousiasme pour cet hymne au ravissement esthétique  : 
Comment une œuvre parvient-elle à nous bouleverser ? Pour percer cette énigme, le grand écrivain hongrois nous convie à un périple placé sous le signe de la beauté.
Ce qui intéresse l’écrivain ce sont les conditions de possibilité d’une expérience esthétique. Une seule trame : la rencontre d'un homme avec l'art. C'est un roman porté par une foi puissante dans les pouvoirs de l'art, un livre solaire ! Autant le dire avant d'en finir avec ces lignes, ce livre est un véritable chef-d'œuvre.
Le lecteur qui pénètre dans l’univers de Krasznahorkai doit s’attendre pour le moins à être dérouté, au sens premier qui signifie être détourné de sa route. Un rêve longtemps caressé, une découverte inopinée, un chambardement inattendu, et voilà le curieux projeté dans un monde où il entre avec la perplexité de celui qui est à la fois subjugué et désorienté, tant le troublent les perturbations auxquelles il s’expose (Linda Lê).
Accessoirement, écrire concourt à mettre un peu de sens dans le chaos, à structurer l’écheveau, à insuffler dans le tunnel de l’existence une once de sérénité et d’harmonie. Qui sait, à se rapprocher de cette beauté perdue, ce point lointain et lumineux que l’homme croit percevoir, lorsque blasé ou dépité, il lève son regard vers l’empyrée.
Un virtuose visionnaire livre ici une
théorie esthétique, presque proustienne, et guide pour voyageur, "Seiobo est descendu sur terre" touche et caresse son lecteur avec tendresse, tout en lui imposant une discipline exigeante. Une ascèse est en effet à l’œuvre pour nous persuader, nous convaincre, qu’une fois la mort tombée sur nous et les dieux disparus dans les nuages de leurs fictions, reste l’évidence à percevoir et goûter au plus profond de soi des œuvres d’art insignes qui sont les sommets de l’humanité.
Il faut par conséquent choisir entre le pari de l’immortalité par les œuvres ou l’humilité un peu désabusée de ceux qui savent que tout est vain.

## Éditions en langue française
- Seiobo járt odalent (2008) Publié en français sous le titre Seiobo est descendue sur terre, Paris, Cambourakis, coll. « Irodalom », 2018  (ISBN 978-2-36624-329-1) ; réédition, Arles, Actes Sud, coll. « Babel » no 1642, 2019, 462 pages  (ISBN 978-2-330-12510-3)